# Supercoppa italiana 2019 (pallacanestro in carrozzina)
La Supercoppa italiana 2019 è la 19ª Supercoppa italiana di pallacanestro in carrozzina.
La partita è stata disputata il 20 ottobre 2019 presso il Multieventi Sport Domus di San Marino tra il Santo Stefano Sport, campione d'Italia 2018-19 e la Briantea 84 Cantù, vincitrice della Coppa Italia 2019. 

## Finale
| San Marino 20 ottobre 2019, ore 11:30 UTC+2 | Santo Stefano | 57 – 71 (8-26, 19-47, 37-58) referto                                                                                                | Briantea 84 Cantù | Multieventi Sport Domus |
| \| \| \| \| \| Giaretti, Tanghe 13 Bedzeti, Ruiz 10 Ghione 5 \| Punti \| 21 Papi 11 Berdun 10 Santorelli \| \| 6 Schiera• 7 Ghione• 8 Tanghe• 9 Biondi• 10 Feltrin• 11 Ruiz• 12 Gray• 13 Saaid• 16 Giaretti• 29 Bedzeti• 32 Bianchi• 55 Blyth \| Formazioni \| 3 Sanchez• 4 Papi• 5 Geninazzi• 10 Santorelli• 11 Nijman• 14 Berdun• 15 Bassoli• 16 Morato• 22 Carossino• 26 De Maggi• 33 De Prisco \| \| Roberto Ceriscioli \| Allenatori \| Marco Bergna \| |               | |                   |                         |
| |               | |                   |                         |
| Giaretti, Tanghe 13 Bedzeti, Ruiz 10 Ghione 5 | Punti         | 21 Papi 11 Berdun 10 Santorelli |                   |                         |
| 6 Schiera• 7 Ghione• 8 Tanghe• 9 Biondi• 10 Feltrin• 11 Ruiz• 12 Gray• 13 Saaid• 16 Giaretti• 29 Bedzeti• 32 Bianchi• 55 Blyth | Formazioni    | 3 Sanchez• 4 Papi• 5 Geninazzi• 10 Santorelli• 11 Nijman• 14 Berdun• 15 Bassoli• 16 Morato• 22 Carossino• 26 De Maggi• 33 De Prisco |                   |                         |
| Roberto Ceriscioli | Allenatori    | Marco Bergna |                   |                         |